# 良和薬品
良和薬品株式会社（りょうわやくひん）は、医薬品・衛生材料・化粧品の卸売を中心とする日本の企業であった。現在は東邦薬品の共創未来グループの一社「九州東邦株式会社」である。医薬品の卸売手。地盤は九州地区。

## 概要
- 本社は福岡県大牟田市三川町2-30

## 沿革
- 1932年（昭和7年）5月 - 創業
- 1946年（昭和21年）12月 - (名)良永同仁堂に商号変更
- 1949年（昭和24年）1月13日 - 資本金100万で「良永同仁堂株式会社」を設立
- 1984年（昭和59年）5月 - 北九州市の「三和薬品株式会社」と合併し「良和薬品株式会社」と商号変更
- 1989年（平成元年）5月 - 若狭薬品（株）を存続会社として（株）ケンコー及び福岡県大牟田市の良和薬品（株）三社対等合併社名を「株式会社ヤクシン」と改称

## 営業所
大牟田市・北九州市・久留米市・柳川市・福岡市・山口県下関市

## 主な取引メーカー
- 三共（現在・第一三共）
- 住友製薬（現在・大日本住友製薬）
- 藤沢薬品工業（現在・アステラス製薬）
- 山之内製薬（現在・アステラス製薬）
- 大塚製薬
- ミドリ十字（現在・田辺三菱製薬）